# Локк, Харальд-Леонард Йоханович
Харальд-Леонард Йоханович Локк (эст. Harald Leonard Lokk; 15 мая 1894 — 21 ноября 1941) — эстонский и советский военный, майор.

## Биография
Родился в Тарту. Участник Эстонской войны за независимость, службу проходил в 3-м артиллерийском полку с 7 марта 1921 года.
22 июля 1922 года женился на Лиисе Йыги (эст. Liisa Jõgi), в браке родилась дочь Хелве в 1927 году. 10 апреля 1924 года произведён в лейтенанты, 1 августа направлен во 2-й артиллерийский дивизион, там же произведён в капитаны. Капитан 3-й артиллерийской группы с 11 ноября 1930 года. С 27 июня 1934 года работал в Учебном центре сил обороны Эстонии, 16 декабря 1934 года произведён в командиры батареи 4-й артиллерийской группы. Капитан 4-й артиллерийской группы (11 января 1935), майор артиллерийской группы (20 февраля 1935).
1 апреля 1935 года Локк был переведён в Группу зенитной артиллерии, став её командиром. 3 октября был назначен ответственным за обучение младших офицеров пулемётных частей. 15 июня 1936 года направлен в Высшее военное училище. После присоединения Эстонии к СССР был назначен командиром 150-го отдельного зенитного артиллерийского дивизиона при 180-й стрелковой дивизии и 22-м стрелковом корпусе. Однако 2 декабря 1940 года Локк был арестован и осуждён по обвинению в контрреволюционной деятельности. Этапирован в Усольлаг, где и скончался 21 ноября 1941 года. В 2017 году упомянут в брошюре, посвящённой эстонцам — жертвам советских репрессий.